# Олександрівська (платформа)
Олександрівська (рос. Александровская, фін. Kankaankylä, Каӈкаанкюля — Присілок тканини) — платформа Сестрорецького напрямку Жовтневої залізниці. Розташована в історичному районі Олександрівська міста Сестрорецьк (Курортний район Санкт-Петербурга), поруч з Приморським шосе. Перегін Горська — Олександрівська найкоротший на Сестрорецькому напрямку.
На платформі зупиняються всі електропоїзди, що прямують через неї.
Платформа була влаштована одночасно з пуском дільниці Роздільна — Сестрорецьк Приморської Санкт-Петербург-Сестрорецької залізниці 26 листопада 1894 року
1 червня 1952 року Сестрорецька лінія була електрифікована. 